# Josef Bělohradský
Josef Bělohradský, né le 9 décembre 1926, à Prague, en Tchécoslovaquie et décédé le 10 février 2006, à Prague, est un joueur tchécoslovaque de basket-ball.

## Palmarès
- Finaliste du championnat d'Europe 1947